# Sposób artykulacji
Sposób artykulacji – w fonetyce sposób, w jaki prąd powietrza przepływa przez kanał głosowy przy artykulacji spółgłosek.
Ze względu na rodzaj przegrody i sposób jej pokonywania (czyli stopień zbliżenia narządów mowy w czasie) wyróżnia się:
- spółgłoski zwarto-otwarte
- spółgłoski zwarte (spółgłoski zwarto-wybuchowe, plozywne)
- spółgłoski zwarto-szczelinowe (spółgłoski zwarto-trące, afrykaty)
- spółgłoski szczelinowe (spółgłoski trące, frykatywne).
- spółgłoski półotwarte

Ze względu na udział jam kanału głosowego (ponad gardłowych) użytych w artykulacji wyróżnia się:
- spółgłoski ustne
- spółgłoski nosowe

Ze względu na sposób pokonywanie toru ustnego:
- spółgłoski środkowe
- spółgłoski boczne

Ze względu na rodzaj inicjacji i kierunek przepływu powietrza:
- spółgłoski produkowane na bazie powietrza wydychanego z płuc (spółgłoski wydechowe, płucne)
- spółgłoski produkowane na bazie powietrza wdychanego wymagające inicjacji ustnej (welarnej) (tzw. mlaski)
- spółgłoski wymagające inicjacji krtaniowej produkowane na wydechu (tzw. spółgłoski ejektywne)
- spółgłoski wymagające inicjacji krtaniowej produkowane na wdechu (tzw. spółgłoski implozyjne)